# Fußballschuh

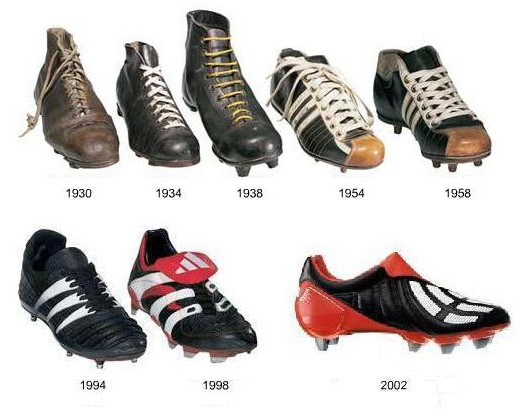
Entwicklung von Fußballschuhen seit 1930

Fußballschuhe sind spezielle Sportschuhe zum Fußballspielen. Es wird anhand der Sohlen zwischen Stollen-, Nocken- und Multinockenschuhen (auch Noppen genannt) unterschieden.

## Beschaffenheit

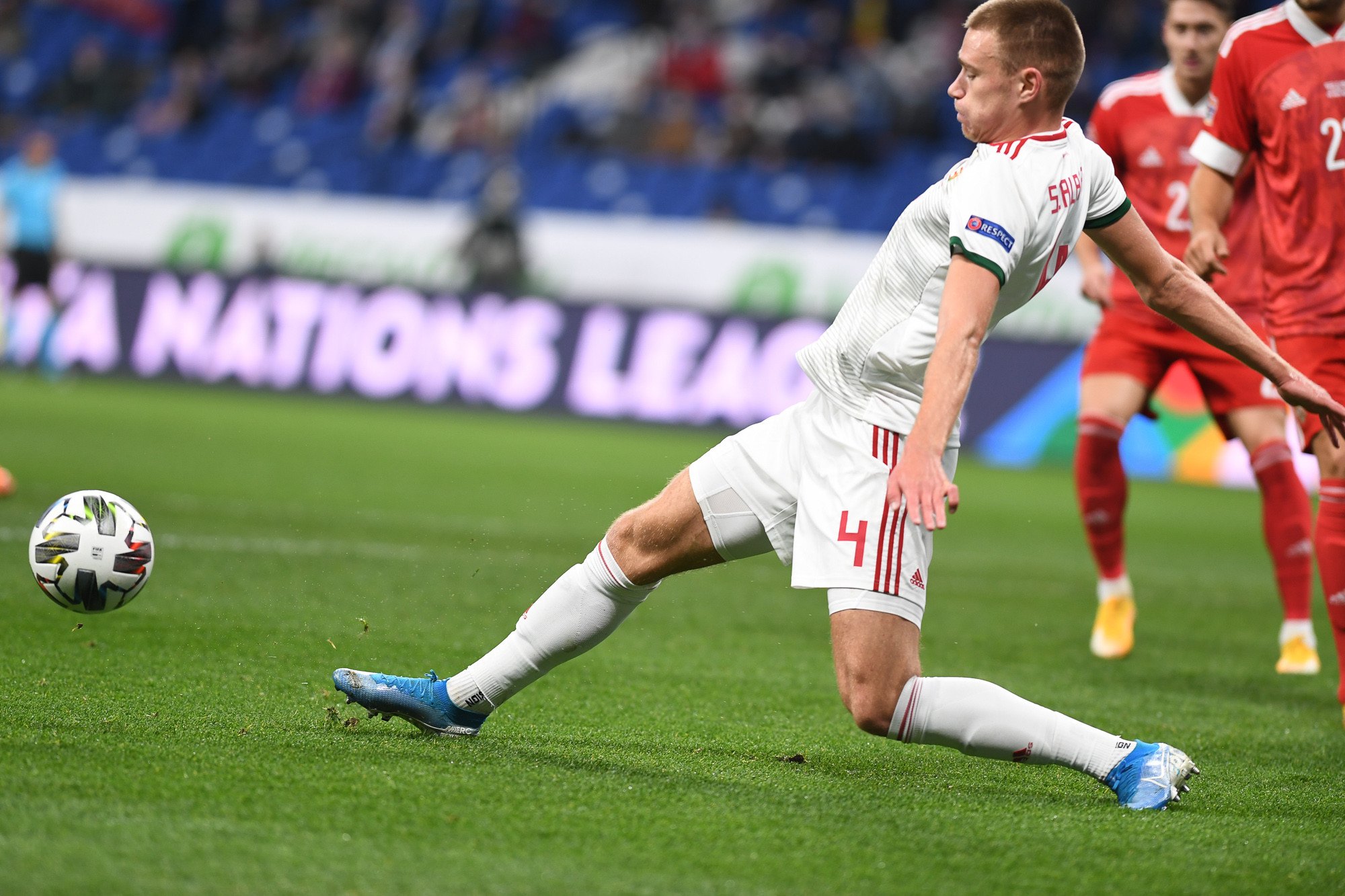
Fußballschuhe im Einsatz (Attila Szalai, 2020)

### Anforderungen
Fußballschuhe sollen im Vergleich zum Straßenschuh einige besondere Anforderungen erfüllen:
- Stabilität: Fuß und Knöchel so gut wie möglich vor Tritten schützen
- Guter Halt auf rutschigem oder eisigem Boden
- Bequeme Passform: zur optimalen Unterstützung der Ballbehandlung und Schusstechnik
- So leicht wie möglich sein, kein unnötiges Gewicht[3]

### Sohlen und Einsatzbereiche
Mit Ausnahme von Hallenfußballschuhen weisen alle Fußballschuhe unter der Sohle Stollen oder Nocken auf, die das Wegrutschen verhindern sollen. Als Stollen werden heute die sogenannten Schraubstollen bezeichnet, die durch ein Gewinde an der eher harten Sohle befestigt werden können und aus Leder, Gummi, Keramik, Aluminium oder Kunststoff gefertigt sind.
Nocken sind hingegen fester Bestandteil der Sohle, die in einer Art Spritzgussverfahren hergestellt wird. Die Gummi- bzw. Kunststoffnocken verschiedener Härtegrade sind in unterschiedlicher Menge in die eher flexible Sohle integriert.
Während die Fußball-Regeln des IFAB seit 1990 keine spezifischen Aussagen zum Schuhwerk mehr enthält (es darf jedoch aus Sicht des Schiedsrichters keine Gefährdung anderer Spieler darstellen), steht beispielsweise im Regelwerk der NCAA:

Shoes with soles containing aluminum, leather, rubber, nylon or plastic cleats, studs or bars, whether molded as part of the sole or detachable, are allowed as long as the referee does not consider them dangerous.

„Schuhe mit Sohlen, die Aluminium, Gummi, Nylon oder Stollen und Balken enthalten, ob als Teil der Sohle geformt oder abnehmbar, sind erlaubt, sofern der Schiedsrichter oder die Schiedsrichterin sie nicht als gefährlich ansieht.“

Die Sohlen heutiger Fußballschuhe sind speziell auf den Einsatzbereich zugeschnitten. Sie unterscheiden sich durch Material, Größe, Länge, Anzahl und Anordnung der Nocken und Stollen:
| Bezeichnung                 | geeignet für Oberfläche                                        | Sohle                                                     | Beschreibung |  |
| --------------------------- | -------------------------------------------------------------- | --------------------------------------------------------- | --- |  |
| AG – Artificial Ground      | Kunstrasen                                                     | rund, klein, hohl, kürzer als Nocken von FG-Sohlen        | Geeignet für den Gebrauch auf Kunstrasenplätzen sowie trockenen Naturrasenplätzen. Vorteil: Beanspruchbarkeit des Materials, da durch die Reibung zwischen Sohle und Untergrund (beides aus Kunststoff) erheblicher Materialabrieb entsteht.                                                  |  |
| FG – Firm Ground            | Naturrasen und Asche                                           | ca. 8–10 harte Nocken                                     | Diese Sohle ist für den natürlichen Rasenplatz gedacht. Die FG-Sohle ist für trockenen oder feuchten Rasen geeignet. |  |
| HG – Hard Ground            | Asche, Kunstrasen                                              | weiche Nocken                                             | Der Allrounder unter den Fußballsohlen wurde extra für den Gebrauch auf Hart- und Aschenplätzen hergestellt. Ein wesentlicher Vorteil liegt hier in der hohen Beanspruchbarkeit des Materials. Gerade auf harten Untergründen ist eine hohe Belastbarkeit und Materialstärke wichtig.         |  |
| IN – Indoor                 | Hallenboden                                                    | keine Nocken, sondern profilierte Sohle                   | Für den Gebrauch in Sporthallen und auf gebohnerten Böden geeignet. |  |
| SG – Soft Ground            | Naturrasen; meist für sehr feuchte, schlammige und tiefe Böden | ca. 6 Schraubstollen aus hartem Kunststoff oder Aluminium | Geeignet bei weichen Untergründen wie nassem Naturrasen. Meist können die geschraubten Stollen ausgewechselt und somit kurzfristig den Bedürfnissen angepasst werden. Profispieler nutzen diesen Vorteil, um sich jederzeit optimal auf die unterschiedlichen Platzverhältnisse einzustellen. |  |
| TF – Turf („Tausendfüßler“) | Für eher harte Böden wie Asche oder kurzer Kunstrasen          | viele weiche, kleine Multinocken bzw. Noppen              | Für den Gebrauch auf Hart- und Aschenplätzen hergestellt, ist aber auch für ältere (kurze) Kunstrasenplätze geeignet. Vorteil: hohe Beanspruchbarkeit des Materials. |  |

## Geschichte

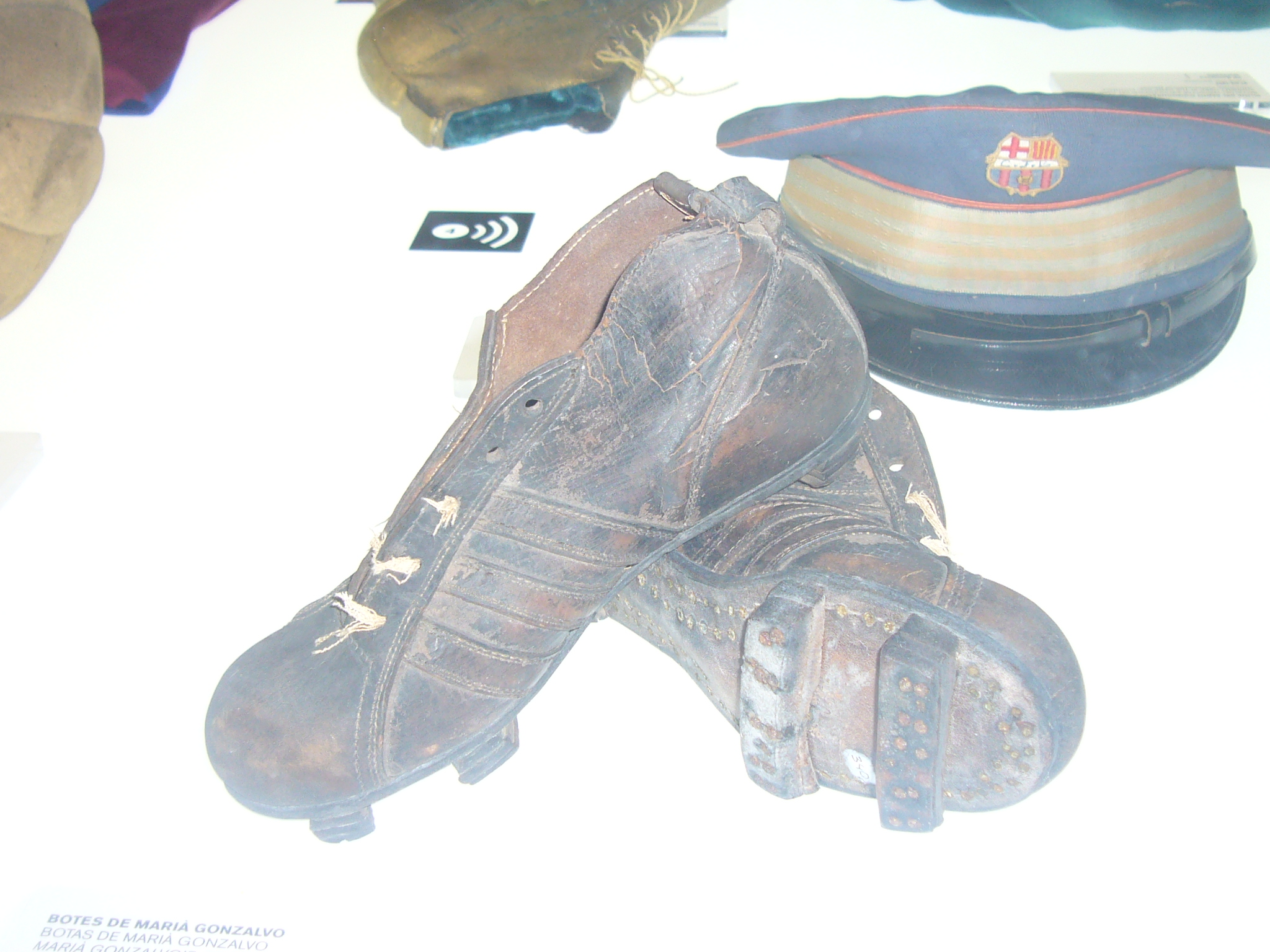
Fußballschuhe mit Balken (von Marià Gonzalvo, Jahr unbekannt)

### 19. Jahrhundert
Im frühen 19. Jahrhundert wurden von Amateuren meist robuste Arbeitsstiefel zum Fußballspielen getragen. Als sich Fußball in Großbritannien als Schulsport verbreitete, entstanden speziell angefertigte, robuste und knöchelhohe Stiefel, die eng geschnürt wurden und mit mindestens sechs Stollen versehen waren. 1863 legten die Regeln der Football Association fest, dass die Schuhe keine Nägel, Eisenplatten und Guttapercha enthalten durften und nichts hervorstehen durfte. Die zunächst weit verbreiteten Metallstollen wurden in der Folge durch Lederstollen ersetzt, wie sie bereits aus dem Hockey bekannt waren. Viele Fußballstiefel waren zudem mit einer Hartlederkappe auf der Fußspitze verstärkt, da der Fußball noch mit der Fußspitze getreten wurde.
Damit die Stollen sich nicht in den Fuß durchdrückten, hatten Fußballschuhe im 19. Jahrhundert und bis zum Zweiten Weltkrieg an der Unterseite oft auch balken-, leisten- und hufeisenförmige Beschläge, die sich über die gesamte Sohlenbreite erstreckten und an den Ecken abgerundet waren. In den IFAB-Spielregeln von 1888 wurde festgelegt, dass Balken quer, flach und mindestens 1,5 Zoll (ca. 38 mm) lang sowie 0,5 Zoll (ca. 12,7 mm) breit sein sollten. Die Stollen hatten einen maximalen Durchmesser von 0,5 Zoll (ca. 12 mm) und waren zunächst aus Leder, ab 1938 war zusätzlich Gummi erlaubt, ab 1955 kamen Aluminium, Kunststoff und ähnliche Materialien hinzu. 1898 führte das IFAB ein, dass Schiedsrichter vor einem Fußballspiel die Fußballschuhe überprüfen müssen. 1938 wurde erstmals spezifiziert, dass die Spieler nichts tragen dürfen, das für andere Spieler gefährlich sein könnte; diese Regel ist bis heute Bestandteil des IFAB-Regelwerks.

### 20. Jahrhundert bis heute
Anfang des 20. Jahrhunderts bildeten sich die ersten unverwechselbaren Fußballschuhe mit charakteristischen Merkmalen heraus. In Südamerika konnte leichteres Schuhwerk getragen werden, das im Gegensatz zu den schweren Lederstiefeln im europäischen Fußball zu einem schnelleren, athletischeren und technisch ausgefeilteren Spiel führte. Nach dem Zweiten Weltkrieg zwangen die internationalen Fußballturniere auch die europäischen Mannschaften, ihre Fußballschuhe flexibler und leichter zu gestalten.
Für Mannschaften wurden auswechselbare Schraubstollen das erste Mal im Jahr 1949 eingesetzt. Der Blumenthaler SV wurde unter anderem durch diese technische Hilfe dreimal in Folge Bremer Landesmeister. Deren Fußballschuhe waren von Alexander Salot entwickelt worden und wurden bald auch von Werder Bremen, vom Hamburger SV, vom Eimsbütteler TV, Rot-Weiss Essen, dem 1. FC Köln, Hannover 96 und dem FC Schalke 04 geordert. Beim Endspiel um die deutsche Meisterschaft 1954 zwischen Hannover 96 und dem 1. FC Kaiserslautern lief Hannover in Pumaschuhen mit Schraubstollen auf. Rudolf Dassler hatte diese Schuhe entwickelt und 1952 vorgestellt.
Bei der Fußball-Weltmeisterschaft 1954 in der Schweiz trug die deutsche Mannschaft Schuhe mit auswechselbaren Stollen von Adidas. Gerade auf dem regennassen Rasen im Endspiel im Berner Wankdorfstadion war dies ein großer Vorteil gegenüber der ungarischen Mannschaft, die Leistenschuhe eines ungarischen Herstellers trug. Diese Schuhe mit Schraubstollen basierten auf einer Entwicklung von Rudolf Dasslers Bruder Adolf und seinem Schwager Raimund Martz aus dem Jahr 1953.
Seit 1973 galt, dass auswechselbare Stollen aus Leder, Gummi, Aluminium oder einem ähnlichen Material bestehen mussten, nicht auswechselbare Stollen konnten auch aus Kunststoff, Polyurethan und ähnlichen weichen Materialien hergestellt werden – das entspricht den heutigen Nocken.
Am 14. August 1981 wurde dem Spieler Ewald Lienen vom Bremer Spieler Norbert Siegmann mit dem Metallstollen des Fußballschuhs der Oberschenkel auf einer Länge von 25 cm aufgeschlitzt.

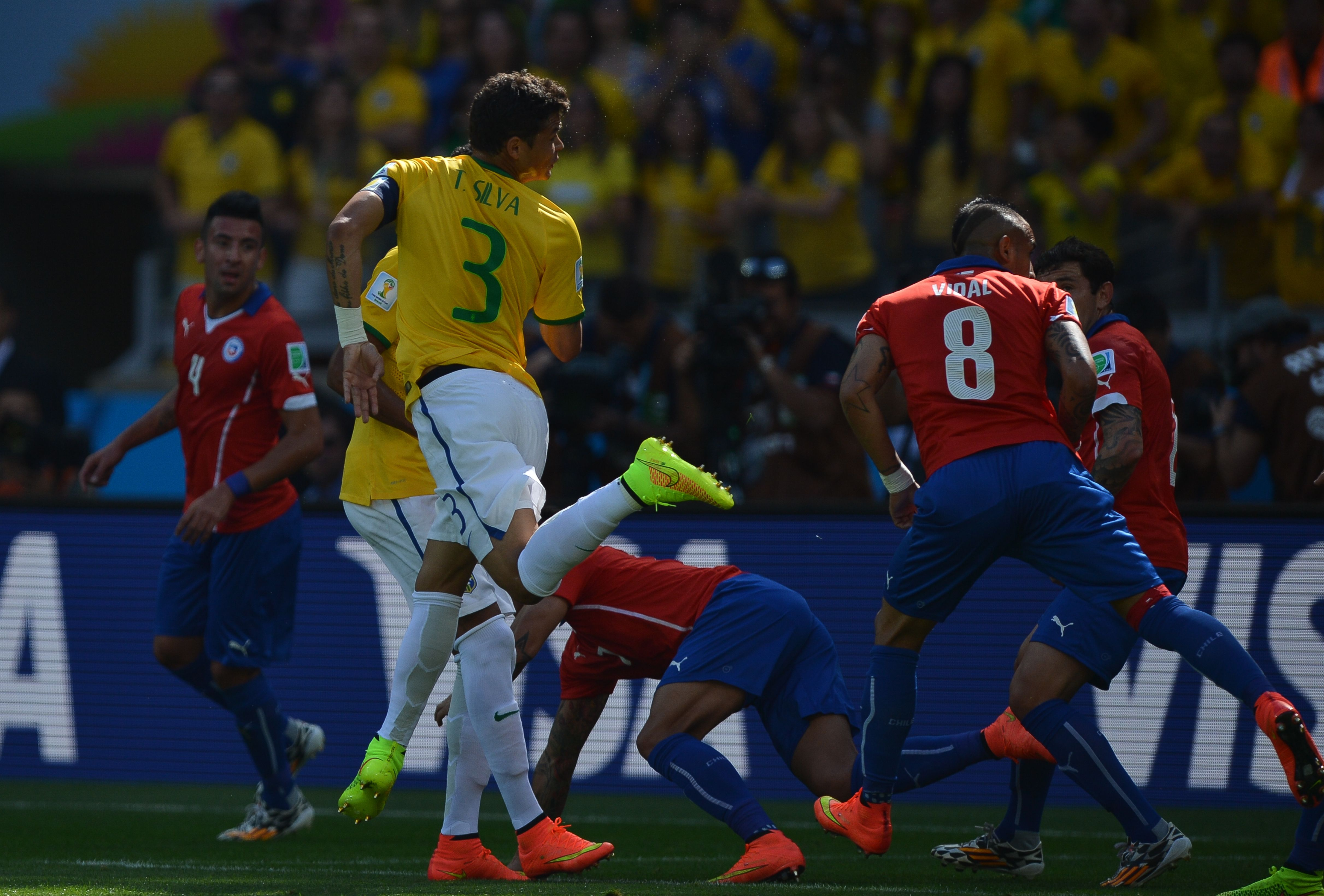
Thiago Silva mit einem gestrickten Schuh mit integrierter Socke (Nike Magista Obra)

1990 wurden alle Regularien betreffend der Fußballschuhe aus dem IFAB-Regelwerk entfernt mit Ausnahme der Aussage, die Ausrüstung dürfe nicht gefährlich für andere Spieler sein. Zuvor hieß die Regel: „Die Beschaffenheit der Stollen/Nocken bezüglich Material, Anzahl und Masse (Länge/Durchmesser) darf weder für den Träger noch für die andern Spieler eine Verletzungsgefahr bedeuten.“
Neuere Patente im Fußballschuhbereich sollen den Fersenbereich stabilisieren und die Fußinnenseite für den Ballkontakt stärken. Ab 2014 stellten die großen Sportartikelhersteller Schuhe vor, die anders als klassische Schuhe nicht aus mehreren Elementen genäht sind, sondern maschinell in einem Stück gestrickt. Gleichzeitig kamen Schuhmodelle auf den Markt, die eine Mischform aus Schuh und Socke darstellen. Die integrierte Socke soll den Knöchel stützen und bessere Ballkontrolle möglich machen.